# 17. вечити дерби у фудбалу
17. вечити дерби у фудбалу је фудбалска утакмица одиграна на стадиону ЈНА у Београду 11. септембра 1955. године, између Црвене звезде и Партизана. Утакмица се завршила резултатом 1 : 0 (1 : 0) за Црвену звезду.